# Filoktétés (Sofoklés)
Filoktétés je tragédie, jejímž autorem je Sofoklés. Vznikla během peloponéské války. Poprvé byla uvedena na dionýských slavnostech v roce 409 př. n. l., kde získala první cenu. Odehrává se na ostrově Lémnu během trojské války.

## Obsazení
- Odysseus
- Neoptolemos, syn Achilleův
- Sbor Neoptolemových lodníků
- Filoktétés
- Sluha Odysseův, přestrojený za kupce
- Héraklés

Koná se na pustém pobřeží ostrova Lémnu v desátém roce Trójské války. V pozadí na výšině je jeskyně s dvojím vchodem. 

## Děj

### Předcházející děj
Filoktétés vedl proti Tróji sedm lodí. Ovšem na ostrově Chrýse byl uštknut hadem a jeho bolest byla tak veliká, že svým nářkem (podle některých teorií puchem vycházejícím z rány) natolik rušil ostatní vojáky, že byl proti své vůli (na rozkaz vůdce Řeků Agamemnónem) vysazen na ostrově Lémnu, kde devět let (čili většinu Trójské války) bojoval o holý život. Měl však Hérakléův luk a šípy, které nikdy neminuly cíl. Když Řekové zajali Priamova syna Helena, který byl vynikajícím věštcem, tak ten jim oznámil, že nelze porazit Tróju bez Filoktéta. Proto se Odysseus s Neoptolemem vypravili na Lémnos. 

### Děj hry
Lstivý a Sofoklem nepříliš hezky popsaný Odysseus se s Neoptolemem pokusí lstí dostat Filoktéta k Tróji kvůli Helenově věštbě. Odysseus je po většinu hry skryt, protože ví, že ho Filoktétés nesnáší a nešel by s ním. Neoptolemos pomocí lži vymámí z chromého Filoktéta jeho luk se zázračnými šípy, ale hne se v něm svědomí a vrátí ho. V té chvíli se objeví Odysseus a snaží se tomu zabránit. Oba muži se snaží přesvědčit Filoktéta, aby odešel dobrovolně. U bran Tróje prý bude uzdraven od svých neduhů s nohou a navíc získá velkou slávu. Odpovědí je jim ale razantní odmítnutí, Filoktétés by raději zemřel, než by šel za Odysseem a Agamemnónem, dvěma muži, které z hloubi duši nenávidí. Na samý závěr hry se mu však na nebi zjeví Héraklés, který mu předpoví uzdravení a slávu. A v podstatě mu přikáže odplout s Odysseem a Neoptolemem. Filoktétés tak učiní. 

#### Ukázka
HÉRAKLÉS

Až s tímto mužem přijdeš k městu trójskému,

pak prvním z vojska budeš zvolen pro chrabrost,

a Parida, jenž strastí těch je původcem,

sám těmi mými šípy zbavíš života;

hrad trójský rozboříš a zbraně odňaté

(tu kořist za statečnost přijmeš od vojska)

hned pošleš otci domů v rodnou oitskou pláň. 